# Nódulo de manganês

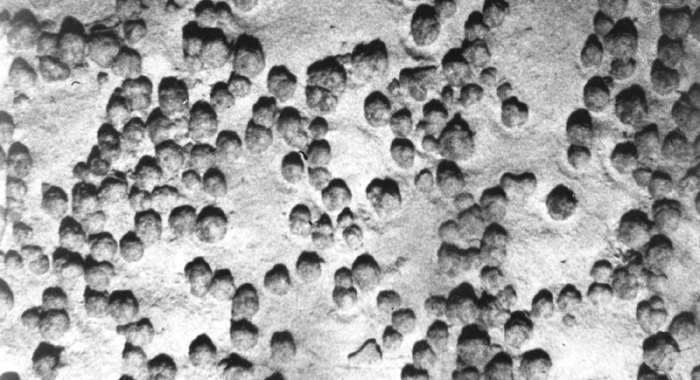
Nódulos de manganês, no fundo do oceano.

Nódulo de manganês ou nódulo polimetálico é a denominação da deposição de óxidos de ferromanganês e outros elementos no solo dos oceanos. Tais nódulos variam em tamanho de 1cm a 10cm em tamanho e distribuição nos oceanos, sendo formados por três tipos de acreção diferentes na maioria das vezes complementares. As principais características da estrutura interna são a presença de camadas concêntricas de tamanhos variados, possivelmente devido a taxas de crescimento diferentes, e rachaduras ou fissuras que podem provocar a decomposição no fundo do oceano.
Os nódulos de manganês crescem em diferentes velocidades dependendo das fontes dos metais o que provoca formatos oblatos com a parte inferior mais áspera do que a superior. A taxa de crescimento é feita através de técnicas de datação que incluem a série do Urânio e indicam um crescimento de décimos de milímetro por milhões de ano.
A distribuição no fundo do oceano é altamente variável assim como a concentração e tamanho dos nódulos.